# Rafael Rodríguez Castro
Rafael Rodríguez Castro, més conegut com a Rafita, és un exfutbolista gallec. Va nàixer a Ponteareas el 8 d'abril de 1966. Ocupava la posició de migcampista.

## Trajectòria
Després de passar pel Pontareas i el Celta de Vigo juvenil, hi destaca a les files del CD Ourense. El 1988 fitxa pel Sevilla FC, amb qui només hi disputa 45 minuts en primera divisió en tres temporades, alternant-lo amb el Sevilla Atlético.
Posteriorment, jugaria en altres equips com el Jerez.